# Caterham Seven

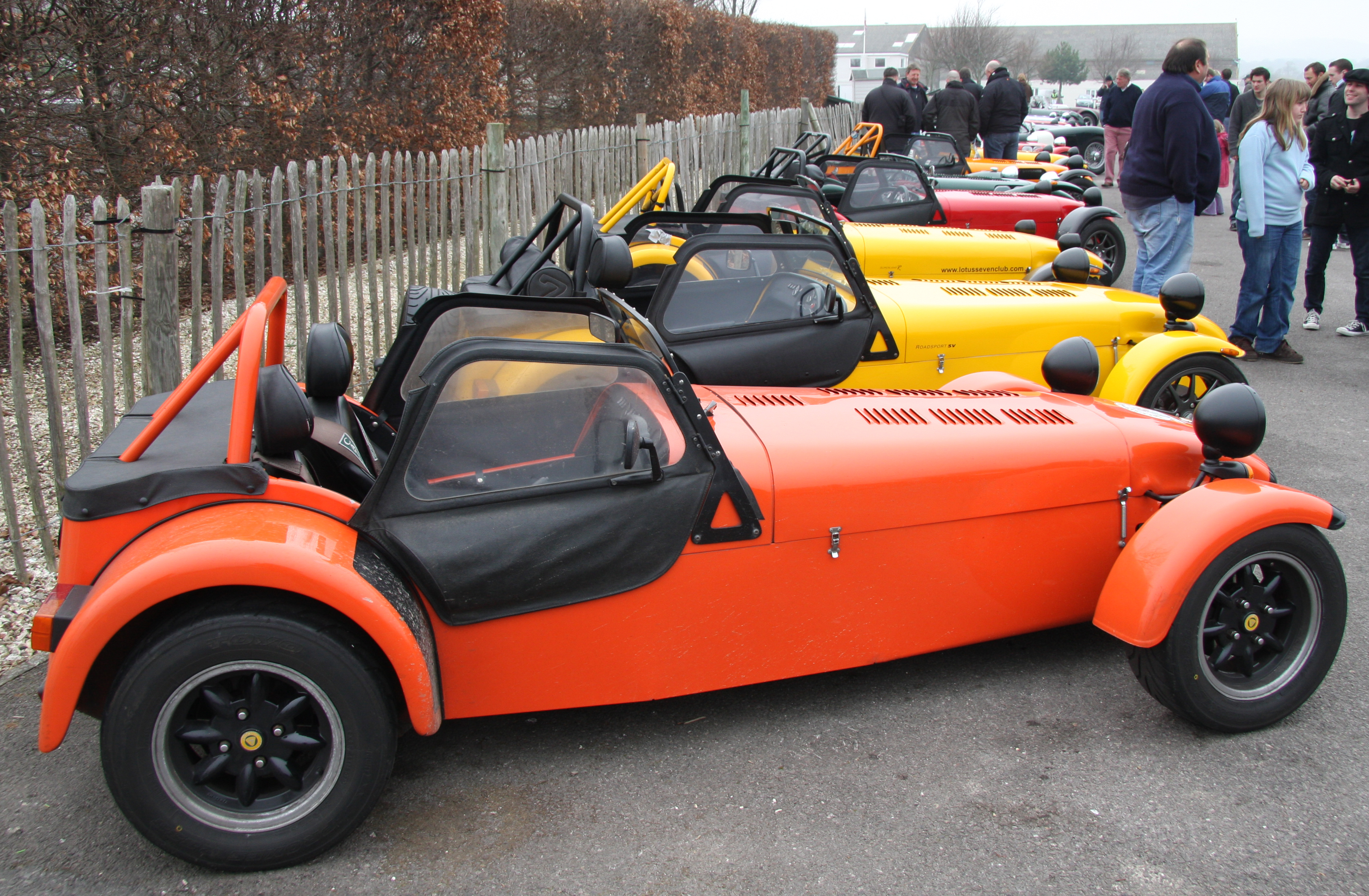
Caterham Sevens

El Caterham Seven es un automóvil deportivo, que imita a la tercera generación del Lotus Seven. El Seven tiene motores de 4 cilindros en línea de entre 1,4 y 2,3 l de cilindrada. Su potencia varia de 105 a 263 CV y su tracción es trasera.
El Seven alcanza una velocidad máxima de 249 km/h. Su consumo es de 8,8 litros cada 100 km. El vehículo mide 3.380 mm de largo, 1.575 mm de ancho y 1.120 mm de alto y el maletero puede albergar hasta 200 libras de equipaje. El Seven tiene una caja de cambios manual o secuencial de 5 o 6 velocidades respectivamente. Sus versiones incluyen la Classic, Roadsport, Superlight, Superlight 400, Superlight 500 y CSR.

## Apariciones en videojuegos
- En Sonic Drift 2, un videojuego de karts al estilo de Mario Kart, el personaje Miles "Tails" Prower maneja un automóvil llamado "MTP-02 Whirlwind S7", el cual guarda muchas similitudes con el automóvil británico original.[1]
- En Gran Turismo 4, Gran Turismo 5 y Gran Turismo 6 aparece un modelo 2002 del Caterham Seven Fireblade, como indica su nombre, esta movido por el motor de 4 cilindros en línea y 916 cc de la motocicleta Honda CBR 954 RR, más conocida como Fireblade.[2]
- En Forza Horizon 5 aparece con el nombre de Superlight R500 del año 2013.